# QSLカード

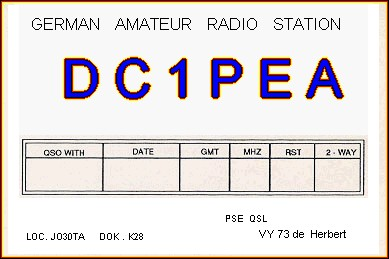
ドイツのアマチュア局の交信証明書
交信した日時や周波数帯、通信方式などを記入する欄がある。

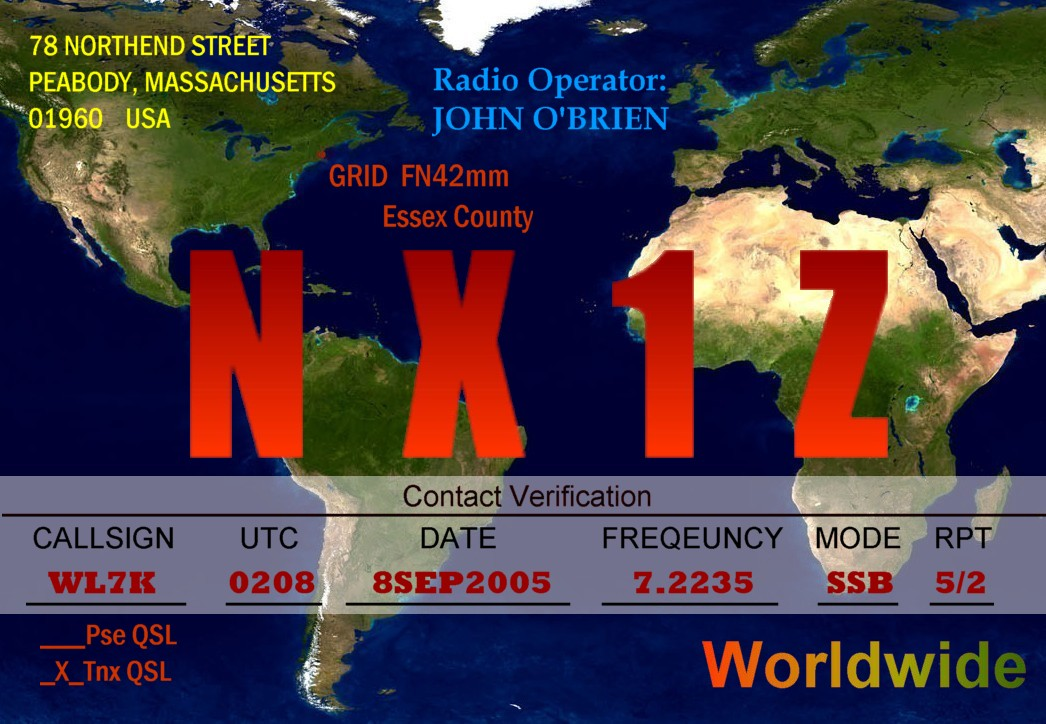
アメリカのアマチュア局の交信証明書
デザインに趣向を凝らす無線家も。

QSLカードとは、アマチュア無線局同士の交信が確かにあったことを証明し、その成果を文書化して記録するため、交信相手局に発行するカードのことである。「交信証明書」とも呼ばれる。

## 概要
QSLとは、Q符号で「こちらは、受信証を送ります。」という意味がある。転じて「送信内容を了解しました。」という意味で用いられることから、交信を証明するカード状のものを指して「QSLカード」と呼ばれている。
QSLカードを発行するにあたっての法的根拠や国際的なルールがあるものではなく、あくまでアマチュア無線の慣習として、交信の証拠や交信時の諸データの蓄積を目的として、また、アワードの申請などで必要とされる場合があるため交換される。
日本国内では、一般のはがきと同じ縦148mm×横100mm、またはこれより数mm小さいサイズが用いられる。（日本アマチュア無線連盟(JARL)では、QSLビューロー（後述）で扱う大きさを、長辺で14cm以上15cm以下、短辺で9cm以上10cm以下と規定している。）
一方で、発行する局に、作成する労力や印刷費・送料等の費用が発生し負担となる。交信数が増えればQSLカードの発行数も増加し、純粋な無線局運用以外の部分の負担が増えることになる。カード受領局側においても、保管管理・整理等の負担があるほか、社団局においては法的にカードに記載された個人情報の適正管理が求められる。
ペーパーレス化が進んだ昨今においても、紙媒体によるQSLカード交換が盛んに行われており、紙カードという物理的なものであることから、しばしば取り扱いについて問題提起がされることがある。例えば、国際アマチュア無線連合（IARU）においては、「コンピュータで生成されたQSL（カード）により、宛先の受信者が望んでいないカードがシステムに溢れかえって」いること、「（アマチュア局の）環境意識が高まり、配達不能なカードや不要なカードが大量に発生することを残念に思うように」なったこと、「比較的新しい若いアマチュア免許保有者は、古い免許保有者ほど QSL カード交換の伝統に固執して」いないこと等々が提起されている。（IARU 2018年決議18-1前文）。

### 交信証明書の電子化
インターネットが普及してからは、各局が交信データ（ログ）を入力するだけで突き合わせ処理をし、短時間に証明やカード画像の交換が行うことができるサービスが多数開発されている。物理的な紙のQSLカードを作成する労力もかからず、国内外の分け隔てなく誰でも基本的に無料で利用できるサービスが多く、物理的な配送を伴わないため、利用する局が増えている。大量の交信データを簡単に検索でき、PCだけでなくスマートフォン等でも簡単に閲覧できる等メリットが多い。

## 歴史
アマチュア無線家によるQSLカードの交換は、無線そのものと同じくらい古い歴史を持つ。アマチュア無線の定義さえもなかった19世紀末～20世紀初頭の無線通信史黎明期からの慣習である

。遠距離での双方向交信が比較的稀だった時代に、電波がどのくらいの距離をどの程度伝搬したのか交信者同士で手紙をもって検証・確認する目的があったとされる。
交信証明書をはがき（カード）にするというアイデアは、何人かのアマチュア無線家によってそれぞれ独自に考案された。
確認できる最も古いQSLカードは、1916年、米国ニューヨーク州バッファローの8VXから ペンシルベニア州フィラデルフィアの3TQへ送られたカード

である。（なお、当時はアマチュア無線の定義さえなく、国際呼出符字列は用いられていなかった。）
1919年にオハイオ州アクロンの8UX C.D.Hoffmanが、記載事項を統一した現代につながるQSLカードの原型を完成させたとされる。

## QSLカードの記載事項
最初の10項目は必須とされ、欠けているとアワード申請における所持証明等の際に無効となる。
1. 自局のコールサイン
2. 相手局のコールサイン

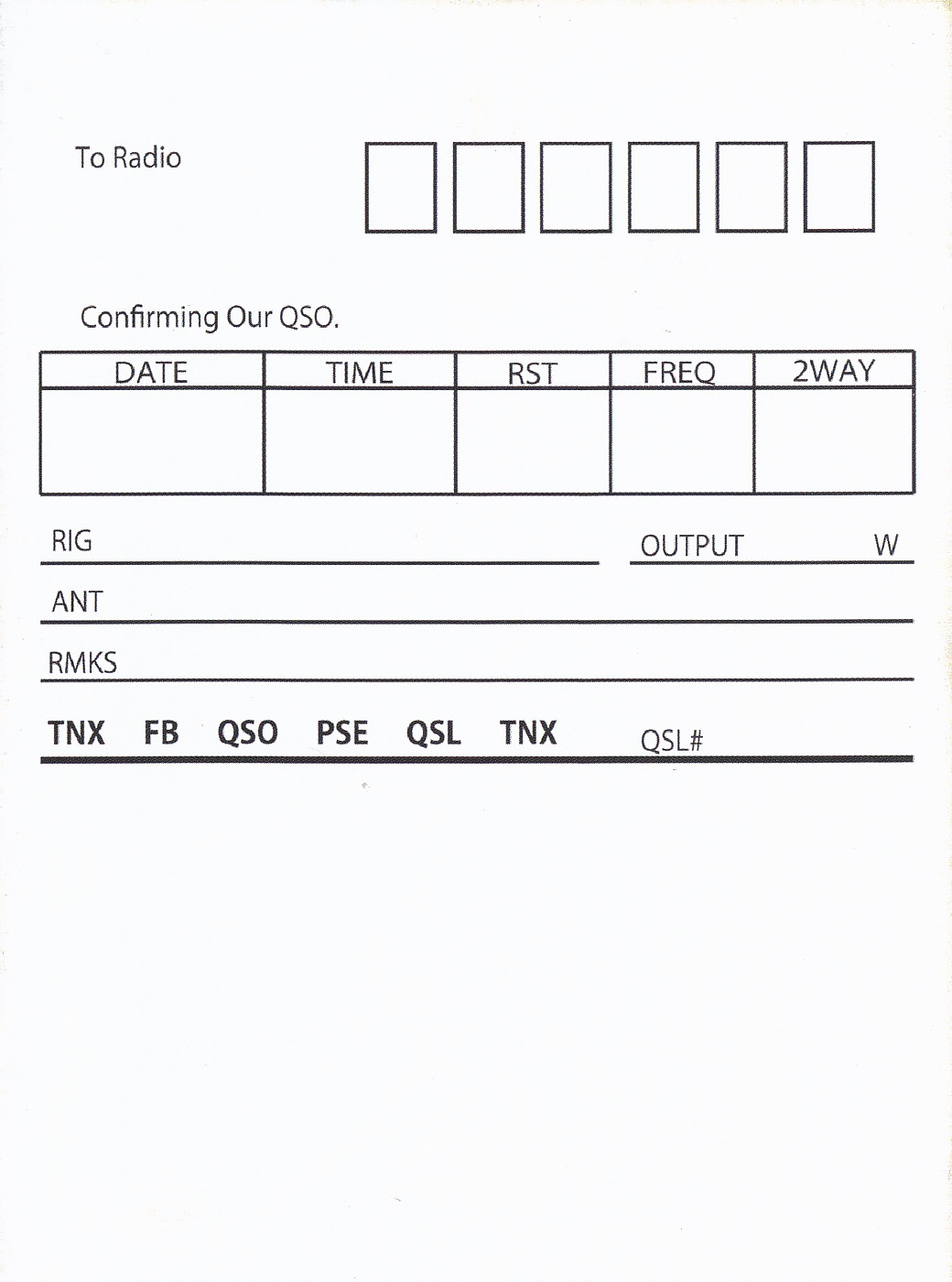
QSLカード情報欄の例

3. 送り先のコールサイン（QSLビューロー利用では必須）
4. 交信したことを証明する旨の文言
5. 交信した年月日とタイムゾーンを含む時刻
6. RSTコード等による相手の信号の状況
7. 交信に用いた周波数帯もしくは波長帯、または周波数
8. 交信に用いた電波型式
9. 自局の運用場所
10. アマチュア衛星を利用した交信の場合は、使用した衛星の名称
11. 自局の運用場所DXCCエンティティー（後述のDXCCに用いられる地域番号）、ゾーン番号（国際電気通信連合(ITU)の定めるものとUS-CQ社の定めるものとの二種類がある。）、JCC/JCGナンバー、グリッド・ロケーターによる経緯度などの補助情報
12. 自局の無線機や出力（空中線電力）、アンテナ

## 交換の方法

### QSLビューロー
世界各国にQSLカードの転送事務を行うQSLビューローと呼ばれるカード交換機関があり、それらを経由し交換する方法である。日本では日本アマチュア無線連盟(JARL)が島根県出雲市にQSLビューローを設置している。QSLビューローへの転送依頼は、1枚でもまとめて送ってもよい。利用にはカード送受局双方がなんらかの形でビューローのサービスに加入している必要がある。(日本ではJARLの会員等になる必要がある。）QSLビューローが受け付けたカードは、宛先コールサイン別に区分され、一定時期ごとにまとめて送付される（日本の場合）。宛先コールサインが海外局の場合は、受付国のQSLビューローから相手局の国のQSLビューローへ国別に取りまとめて転送される。
国内局同士では、他局やクラブ局に受取を代行させる（QSLマネージャー）転送はできない。しかし、JARLの会費を鑑みても、年間約85通以上のQSLカードを直接郵送交換（ダイレクト：後述）するよりも安価である。
国・地域によってはボランティアにより運営されているケースがあり、中には、担当者が常時存在しない等運営が不安定なQSLビューローが存在する。また、QSLビューローを閉鎖させたり、そもそも国内事情等により開設できない運営組織がある。
現在、日本のQSLビューローでは、コロナ禍や狭帯域デジタル通信の普及（FT8など）による交信数増大、QSLビューローの就労者不足等の要因もあって、大量に受け付けたQSLカードの発送が捌ききれず、受付から発送まで半年から1年程度の遅延が発生している。（JARLに新規入会して1年分の会費を収めても、QSLカードが会員期限満了までに転送されなかったたケースがある。）JARLでは、QSLビューローに転送依頼するQSLカードの抑制等を会員各局に呼びかけている。
日本では、1局あたりのQSLビューローへの転送依頼数は上限がなく、JARL会員であれば年会費のみで利用できることから、各局ごとの発送数の違いにおける不公平感を訴える声もある。
海外とのQSLカード転送においては、郵便事情や相手国のQSLビューローの運営状況によって、受付から宛先への到着に数か月から数年もの時間がかかることがある。また、未着や紛失となる場合がよくあるため、2010年頃以降は多くの場合で後述のインターネットを利用した電子QSLが主として使われている。

### ダイレクト
郵送等によってQSLカードを送付、もしくは手渡しする方法である。

#### 国外
DXペディションなど珍しい局と交信した場合、信頼性に欠けるQSLビューロー経由ではなく、ダイレクトに相手局あてに郵送等し、返信を要求する場合がある。この際に相手に負担をかけないようにSASE(自分宛て住所を書いた切手付き返信用封筒)を用いる。国際的にはSAE（Self‐Addressed Envelope、自分宛て住所を書いた切手のない返信用封筒)+IRC）とする。IRCにかえて米ドル紙幣を同封することもある。（日本において外国紙幣を郵送することは郵便法違反ではない。）相手先国・地域での扱いについては注意が必要である。

#### 国内
国内ではダイレクトでの交換はほとんど行われていない。
JARL会員情報に基づく会員名簿（会員局名録）が発行されているため、それをもとに、郵送等によるカード送付を行うことができる。しかし、会員局名録の住所・氏名等の掲載・非掲載は会員の申し出によって行うことができる。そのため、多くの局が非掲載としており、住所氏名が会員局名録から判別できるのは一部の局だけとなっている。
（1990年まで郵政省（当時）が無線局情報をJARLに提供し、それをもとにアマチュア無線局名録（通称コールブック）がほぼ隔年毎に発行されていた。）
また、何らかの事情で急を要する場合、QSLビューローで送られてきたカードの内容によって返信したり、JARLが運営するメール転送サービスや(コールサイン@jarl.com 形式)、JARL会員以外の場合でもTwitter等のSNSで相手を見つけて連絡したり等の方法がある。非常にまれなケースに、交信の内容に住所氏名を含めて送信することがある。

#### 手渡し
国内においては、直接会う機会を設ける（アイボール）ほか、どちらかがハムフェア等に参加・出展等している場合、会場で直接手渡しすることが行われている。支部大会、各地で開催されるジャンク市等でも同様である。

### 電子QSL
インターネット経由で交信データ（ログ）をサーバーに登録し、相手のログと突き合わせることで交信があったことを証明し、QSLカードの発行を電子化する等の試みがある。
このほか、EメールでQSLカードを画像データ化して交換する方法もある。

#### eQSL[11]
2021年現在、世界で最も普及している電子QSLサイト。各種ログソフトウェアと連動してQSLを発送することができる。ブラウザ単独でも利用することができる。
- 日本語にも対応しており、利用料金は基本無料である。年間5ドル(750円程度)の寄付で紙カード同様に好みの写真やイラストを貼り付けることができるようになる。寄付者限定で独自の電子アワードが発行されている。
- 初心者等の未登録のコールサインに対しても事前に送付しておくことができ、相手がサービスに登録した時点で受信される。

#### hQSL
電子ログソフトウェア「Turbo HAMLOG」同士で利用できるQSL画像交換機能。Eメールサーバを介して送受信される。
- 利用にはユーザー登録が必要であり、利用開始時に利用者確認のためJARLのメール転送サービスが必要となることから、JARLに年会費を払い会員用メールアドレスを入手しなければならない。また、注意点として、本名（姓のみの登録が推奨されている）での登録が必須となっており、Turbo HAMLOG内部のユーザーリストデータとして利用局に配布される。

#### その他
Logbook of The World(LoTW/TQSL)、QRZ.com、だれでもQSL、QRZCQ、CLUBLOGなどがある。

#### ネットプリント[12]
コンビニに設置のマルチコピー機を活用してQSLカードを印刷しようとする試み。必要なカードのみ印刷することができ、印刷費は受信者のみ発生する。。

## QSLマネージャー
様々な事情により、QSLカードの宛先は必ずしも相手局ではなく、他のアマチュア局が発行を代行することがある。これをQSLマネージャーという。特にDXペディションのために特別なコールサインで免許を受けている場合や、無線局の設置場所がインフラが整っていないへき地等でQSLカードを発行することが難しい場合に導入されている。
なお、日本ではQSLビューローはJARLが運営しており、国内局が他の国内局のQSLマネージャーになることができない。よって、JARL非会員、初心者やライトユーザーのQSLカードをクラブ局等でまとめて取り扱うこと等はできない。

## アワードとの関係
アワードの申請にあたって、QSLカードによる交信の証明を必要とすることがある。
その際、QSLカードの記載内容の必須項目に脱落が無いことが強く求められる。中には電子QSLは認めないというアワードが存在する。

## SWLカード
SWLとはShort Wave Listener の略であるが、短波に限らずアマチュア無線局の送信を受信、傍受する人のことを示す。
他人の交信やCQ（不特定局の呼出し、特定局の呼び出し）を傍受した人（無線局免許の有無に関係なく、受信、傍受のみを目的としている人）から、「受信報告書」が届くことがあり、これをSWLカードと言う。
SWLカードが到着した場合は、報告内容を確認してSWLカード（受信確認証）の返送を行う。ただし、サービスとして行うため、QSLカードと同様で発行する義務はない。
またSWLカードは、QSLカードの記載事項を一部修正して流用することがある。
（同じような仕組みで、BCL（短波による国際放送の受信）を趣味とする人々に、べリカード（受信確認証）がある。）
JARLの准員（アマチュア局を開設していない会員）には、コールサインの代わりに記号と番号による准員番号(SWLナンバー)が付与されることで、QSLカードと同様に利用することができる。

## 議論されているもの
- 相手局の運用地を自局のQSLカードに記載すべきか
  - JARLは「運用場所は自己宣誓するもので相手局が証明するものではない」[15]という理由で相手局の運用場所（申請者にとっては自局の運用場所）の記入の無いQSLカードもアワード申請に有効としている。日本国内のアワード発行者の規程も「特に定めのないものはJARLアワード規程に準ずる」としているのがほとんどである。

- 非会員あて転送ステッカーの復活
  - 1972年6月までは、JARL会員から非会員宛ての転送も有料ステッカーの貼付により可能であった。公平性の観点から、ステッカー貼付の議論も根強い。